# Uhlovodíky
Uhlovodíky jsou organické sloučeniny, jejichž molekuly se skládají pouze z atomů uhlíku (C) a vodíku (H). Tyto látky mají hlavní uhlíkový řetězec (uhlíková kostra), na kterou jsou připojeny atomy vodíku. Termín uhlovodík se často užívá jako zkrácený název pro alifatické uhlovodíky (nearomatické uhlovodíky).[zdroj⁠?!]

## Dělení uhlovodíků

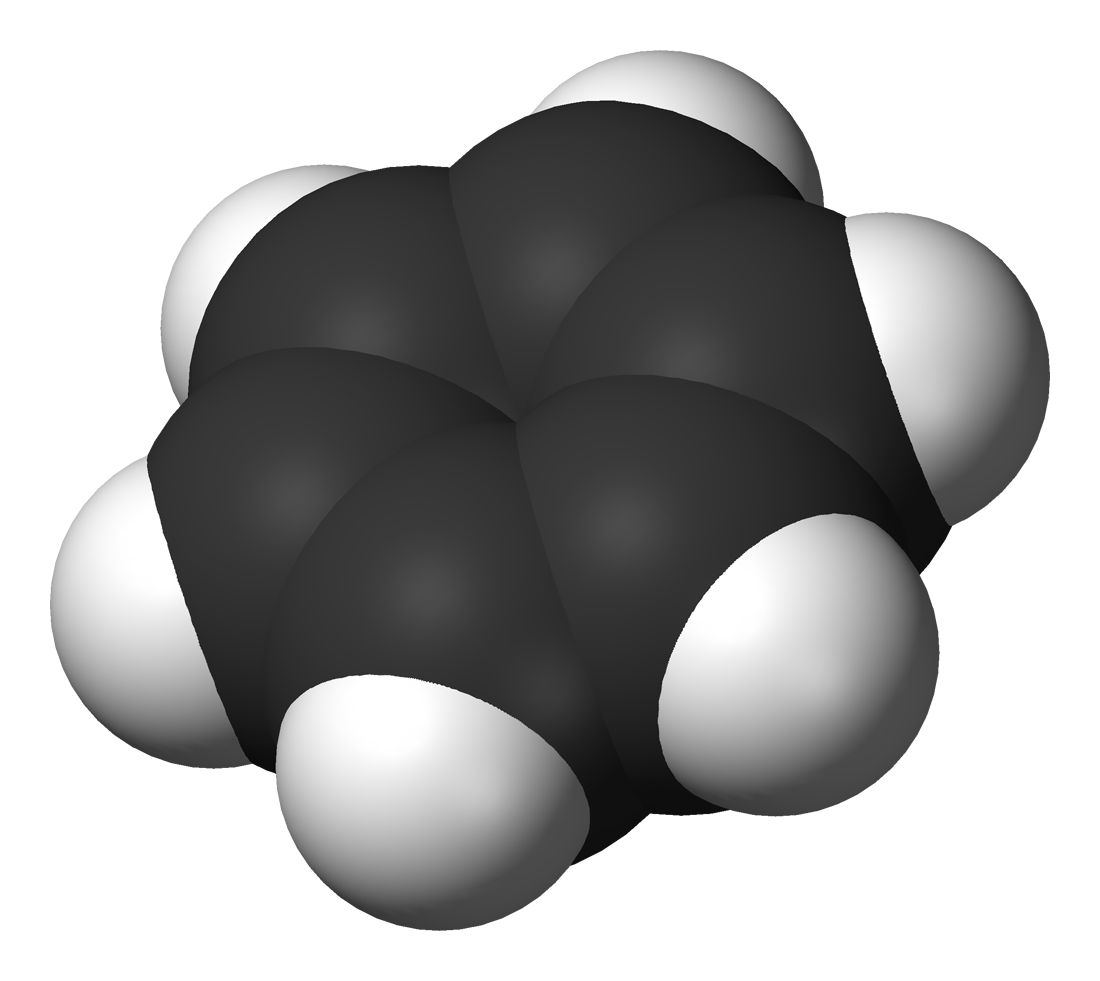
Model benzenu, který patří mezi aromatické uhlovodíky

| Podle typu řetězce            | Podle typu řetězce            | Podle typu vazeb                                   | Vazby                                              |
| ----------------------------- | ----------------------------- | -------------------------------------------------- | -------------------------------------------------- |
| Alifatické uhlovodíky         | Acyklické uhlovodíky          | Alkany                                             | jednoduché                                         |
| Alifatické uhlovodíky         | Acyklické uhlovodíky          | Alkeny                                             | jedna dvojná vazba                                 |
| Alifatické uhlovodíky         | Acyklické uhlovodíky          | Alkyny                                             | jedna trojná vazba                                 |
| Alifatické uhlovodíky         | Acyklické uhlovodíky          | Alkadieny                                          | dvě dvojné                                         |
| Alifatické uhlovodíky         | Acyklické uhlovodíky          | Alkadiyny                                          | dvě trojné                                         |
| Alifatické uhlovodíky         | Cyklické uhlovodíky           | Cykloalkany                                        | jednoduché                                         |
| Alifatické uhlovodíky         | Cyklické uhlovodíky           | Cykloalkeny                                        | jedna dvojná vazba                                 |
| Alifatické uhlovodíky         | Cyklické uhlovodíky           | Cykloalkyny                                        | jedna trojná vazba                                 |
| Aromatické uhlovodíky (areny) | Aromatické uhlovodíky (areny) | delokalizovaný systém konjugovaných dvojných vazeb | delokalizovaný systém konjugovaných dvojných vazeb |

## Příklady

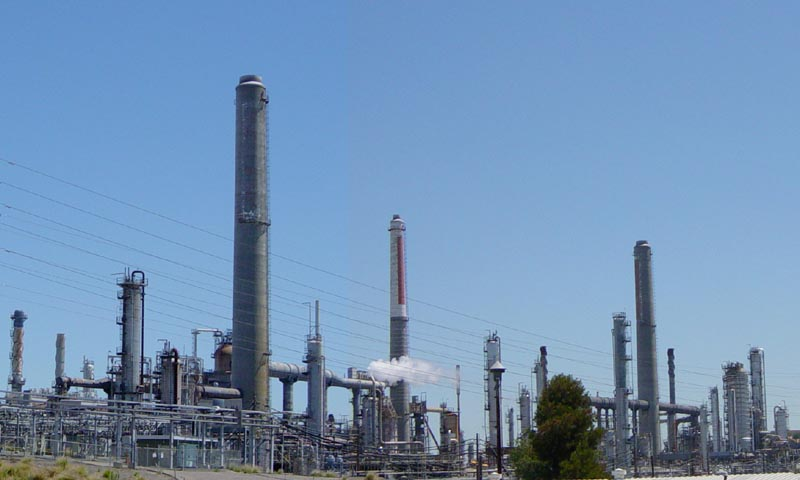
Uhlovodíky se získávají při rafinaci ropy v ropných rafinériích a v chemických závodech

Nejjednodušším uhlovodíkem je methan, uhlovodík s jedním atomem uhlíku a čtyřmi atomy vodíku: CH4.
Ethan je uhlovodík (přesněji řečeno alkan) sestávající z dvou atomů uhlíku spojených jednoduchou vazbou, každý se třemi atomy vodíku: C2H6. Propan má tři uhlíkové atomy (C3H8) a butan čtyři (C4H10). Dále následují pentan (5), hexan (6), heptan (7), oktan (8), nonan (9), dekan (10), undekan (11) a dodekan (12). Tato homologická řada dále pokračuje a liší se o homologický přírůstek CH2, obecný vzorec alkanů je tedy CnH2n+2.

## Uhlovodíky a deriváty
Existují tři druhy názvosloví uhlovodíků: triviální, jež je nejstarší a souvisí s místem výskytu nebo s vlastnostmi, funkčně skupinové (radikálově funkční), které se skládá z uhlovodíkového zbytku a názvu funkční skupiny, a systematické, definované organizací IUPAC.
Chemický název uhlovodíku se může skládat z předpon, kmene značícího počet uhlíku a koncovky. Předpony mohou být číslovkové (di, tri, tetra, …) nebo názvoslovné (cyklo- pro uzavřený řetězec, izo- a neo- pro větvený řetězec, alkyl- pro navázané uhlovodíkové zbytky). Pestřejší soubor předpon obsahují deriváty uhlovodíků pro označení funkčních skupin. Slovní základ označující počet uhlíků je buďto vžitý triviální (meth-, eth-) nebo vychází z číslovky. Koncovka vyjadřuje chemickou vazbu (-an, -en, -dien, -yn) nebo uhlovodíkový zbytek (-yl, -diyl, -yliden, triyl, ylidyn).U derivátů uhlovodíků se vyskytují další koncovky pro funkční skupiny.
Při tvorbě názvu uhlovodíku je nejdřív nutné najít nejdelší uhlíkový řetězec. Poté atomy uhlíku očíslovat tak, aby měly substituenty nejmenší čísla. V názvu je uvádíme dle abecedy.
Dvojná vazba má přednost před vazbou trojnou a před uhlovodíkovým zbytkem. Předpony uhlovodíkových zbytků s číslem jejich pozice se řadí podle jejich názvu v abecedním pořadí. Podobně jsou řazeny i koncovky označující typ vazby. Pro větvené uhlovodíky obsahující na konci řetězce skupinu (CH3)2CH- je možné použít předponu izo-, pro skupinu (CH3)3C- předponu neo-.
| Počet atomů C | alkan      | alken      | alkyn      | cykloalkan      | cykloalken      | cykloalkyn      | isomery       | alkoholy      | isoalkoholy      | karboxylová kyselina                    |
| ------------- | ---------- | ---------- | ---------- | --------------- | --------------- | --------------- | ------------- | ------------- | ---------------- | --------------------------------------- |
| 1             | methan     | neexistuje | neexistuje | neexistuje      | neexistuje      | neexistuje      | neexistuje    | methanol      | neexistuje       | kyselina methanová (mravenčí)           |
| 2             | ethan      | ethen      | ethyn      | neexistuje      | neexistuje      | neexistuje      | neexistuje    | ethanol       | neexistuje       | kyselina ethanová (octová)              |
| 3             | propan     | propen     | propyn     | cyklopropan     | cyklopropen     | cyklopropyn     | neexistuje    | propanol      | isopropanol      | kyselina propanová (propionová)         |
| 4             | butan      | buten      | butyn      | cyklobutan      | cyklobuten      | cyklobutyn      | isobutan      | butanol       | isobutanol       | kyselina butanová (máselná)             |
| 5             | pentan     | penten     | pentyn     | cyklopentan     | cyklopenten     | cyklopentyn     | isopentan     | pentanol      | isopentanol      | kyselina pentanová (valerová)           |
| 6             | hexan      | hexen      | hexyn      | cyklohexan      | cyklohexen      | cyklohexyn      | isohexan      | hexanol       | isohexanol       | kyselina hexanová (kapronová)           |
| 7             | heptan     | hepten     | heptyn     | cykloheptan     | cyklohepten     | cykloheptyn     | isoheptan     | heptanol      | isoheptanol      | kyselina heptanová (enanthová)          |
| 8             | oktan      | okten      | oktyn      | cyklooktan      | cyklookten      | cyklooktyn      | isooktan      | oktanol       | isooktanol       | kyselina oktanová (kaprylová)           |
| 9             | nonan      | nonen      | nonyn      | cyklononan      | cyklononen      | cyklononyn      | isononan      | nonanol       | isononanol       | kyselina nonanová (pelargonová)         |
| 10            | dekan      | decen      | decyn      | cyklodekan      | cyklodecen      | cyklodecyn      | isodecan      | dekanol       | isodekanol       | kyselina dekanová (kaprinová)           |
| 11            | undekan    | undecen    | undecyn    | cykloundekan    | cykloundecen    | cykloundecyn    | isoundekan    | undekanol     | isoundekanol     | kyselina undekanová (undecylová)        |
| 12            | dodekan    | dodecen    | dodecyn    | cyklododekan    | cyklododecen    | cyklododecyn    | isododekan    | dodekanol     | isododekanol     | kyselina dodekanová (laurová)           |
| 13            | tridekan   | tridecen   | tridecyn   | cyklotridekan   | cyklotridecen   | cyklotridecyn   | isotridekan   | tridekanol    | isotridekanol    | kyselina tridekanová (tridecylová)      |
| 14            | tetradekan | tetradecen | tetradecyn | cyklotetradekan | cyklotetradecen | cyklotetradecyn | isotetradekan | tetradekanol  | isotetradekanol  | kyselina tetradekanová (myristová)      |
| 15            | pentadekan | pentadecen | pentadecyn | cyklopentadekan | cyklopentadecen | cyklopentadecyn | isopentadekan | pentadekanol  | isopentadekanol  | kyselina pentadekanová (pentadecylová)  |
| 16            | hexadekan  | hexadecen  | hexadecyn  | cyklohexadekan  | cyklohexadecen  | cyklohexadecyn  | isohexadekan  | hexadekanol   | isohexadekanol   | kyselina hexadekanová (palmitová)       |
| 17            | heptadekan | heptadecen | heptadecyn | cykloheptadekan | cykloheptadecen | cykloheptadecyn | isoheptadekan | heptandekanol | isoheptandekanol | kyselina heptandekanová (heptadecylová) |
| 18            | oktadekan  | oktadecen  | oktadecyn  | cyklooktadekan  | cyklooktadecen  | cyklooktadecyn  | isooktadekan  | oktadekanol   | isooktodekanol   | kyselina oktodekanová (stearová)        |
| 19            | nonadekan  | nonadecen  | nonadecyn  | cyklononadekan  | cyklononadecen  | cyklononadecyn  | isononadekan  | nonadekanol   | isononadekanol   | kyselina nonadekanová (nonadecylová)    |
| 20            | ikosan     | ikosen     | ikosyn     | cykloikosan     | cykloikosen     | cykloeikosyn    | isoikosan     | ikosanol      | isoikosanol      | kyselina ikosanová (arachidová)         |